# Объект категории
Объе́кт катего́рии — базовое, неопределяемое понятие теории категорий, применяемое для обозначения элементов категории, в роли которых могут выступать математические объекты, объединяемые заданной категорией в совокупность — таковыми могут быть, например, множества (объекты категории множеств), алгебраические системы определённого класса (например, кольца — объекты категории колец), топологические пространства (объекты категории топологических пространств), схемы (объекты категории схем).
Кроме класса объектов, каждая категория состоит также из класса морфизмов — совокупностей преобразований объектов; при этом морфизмы одной категории могут рассматриваться как объекты в какой-либо другой или наоборот, то есть, разделение составляющих категории на объекты и морфизмы имеет смысл только в рамках фиксированной категории.
Для заданной категории {\displaystyle {\mathcal {C}}} класс её объектов обычно обозначается {\displaystyle Ob_{\mathcal {C}}}. Всякому объекту {\displaystyle A\in Ob_{\mathcal {C}}} соответствует единственный единичный морфизм {\displaystyle 1_{A}\colon A\to A}, притом уникальный в данной категории, то есть единичные морфизмы разных объектов совпадать не могут. Благодаря этому факту можно определить понятие категории не прибегая к введению объектов, а лишь с помощью морфизмов. Кроме того, в построениях теории высших категорий объекты называют «0-морфизмами», морфизмы объектов (морфизмы в обычном смысле) — «1-морфизмами», морфизмы морфизмов — «2-морфизмами» и так далее, тем самым подчёркивая общность объектов и их преобразований в категорном языке. Тем не менее, понятие объекта категории является удобным для описания соответствующего вида элементов, поэтому практически всегда используется.

## Некоторые типы объектов
- Объект {\displaystyle P\in Ob\,{\mathcal {C}}} называется универсальным притягивающим (терминальным) объектом, если для любого объекта {\displaystyle A\in Ob\,{\mathcal {C}}} существует единственный морфизм {\displaystyle A{\stackrel {f}{\longrightarrow }}P}.
- Объект {\displaystyle R\in Ob\,{\mathcal {C}}} называется универсальным отталкивающим (инициальным, начальным) объектом, если для любого объекта {\displaystyle A\in Ob\,{\mathcal {C}}} существует единственный морфизм {\displaystyle R{\stackrel {f}{\longrightarrow }}A}.
- Объект {\displaystyle R\in Ob\,{\mathcal {C}}} называется нулевым, если он одновременно универсальный притягивающий и отталкивающий.